# Oberlin (Kansas)
Oberlin é uma cidade localizada no estado americano de Kansas, no Condado de Decatur.

## Demografia
Segundo o censo americano de 2000, a sua população era de 1994 habitantes.
Em 2006, foi estimada uma população de 1770, um decréscimo de 224 (-11.2%).

## Geografia
De acordo com o United States Census Bureau tem uma área de
5,0 km², dos quais 5,0 km² cobertos por terra e 0,0 km² cobertos por água. Oberlin localiza-se a aproximadamente 781 m acima do nível do mar.

## Localidades na vizinhança
O diagrama seguinte representa as localidades num raio de 32 km ao redor de Oberlin.